# Tschahār Mahāl und Bachtiyāri
Tschahār Mahāl und Bachtiyāri (persisch چهارمحال و بختياری Tschahār-e Mahāl va Bachtiyāri) ist eine der 31 Provinzen Irans. Die Hauptstadt ist Schahr-e Kord.
In der Provinz leben 947.763 Menschen (Volkszählung 2016). Die Fläche der Provinz erstreckt sich auf 16.332 Quadratkilometer. Die Bevölkerungsdichte beträgt 58 Einwohner pro Quadratkilometer. Bis 1953 war Tschahār Mahāl und Bachtiyāri ein Teil der iranischen Provinz Isfahan. Die Provinz besteht, wie der Name sagt, aus zwei Regionen, nämlich Tschahār Mahāl (deutsch: „die vier Distrikte“) im Osten und Bachtiyāri (deutsch: Bachtiaren) im Westen.

## Geographie
Die Provinz (persisch ostān) Tschahār Mahāl und Bachtiyāri liegt im südwestlichen Landesinneren und wird umschlossen von den Provinzen Chuzestan, Kohgiluye und Boyer Ahmad sowie Isfahan. In der Provinz entspringen viele Flüsse, unter anderem der Karun und der Zayandeh Rud.  Das Zagrosgebirge nimmt einen großen Teil der Provinz ein, was dazu führt, dass viele Menschen hier eine nomadische Lebensweise führen und dass die wenige Industrie in der Mitte der Provinz konzentriert ist. Ebenfalls gibt es aufgrund des Gebirges und der vielen Flüsse auch einige Wasserkraftwerke in der Provinz.
Wichtige Städte sind Schahr-e Kord, Schahrekian, Hafschedschan, Borudschen, Lordegan, Farsan, Ardal, Farrochschahr, Naaftsch, Saman, Dschuneghan, Ben, Gandoman, Boldadschi und Faradonbeh.
In der Provinz werden, neben Persisch, die regionalen iranischen Sprachen Bachtiarisch, Lorisch und ein türkischer Dialekt, der mit dem Kaschgaischen verwandt ist, gesprochen.

## Verwaltungsgliederung

Verwaltungsgliederung

Die Provinz Tschahār Mahāl und Bachtiyāri gliedert sich in neun Landkreise.
- Ardal
- Ben
- Borudschen
- Farsan
- Kiar
- Kuhrang
- Lordegan
- Saman
- Schahr-e Kord

## Hochschulen
- Shahrekord University
- Islamische Azad-Universität von Borudschen
- Shahrekord University of Medical Sciences